# Christopher Rivas
Christopher Rivas (* 1986/1987 in New York City) ist ein US-amerikanischer Schauspieler.

## Leben
Christopher Rivas wurde in New York City, im US-Bundesstaat New York als Sohn eines Dominikaners und einer Kolumbianerin geboren. Er besuchte die California Institute of the Arts. 
2014 war Rivas in einer Folge der Fernsehserie Shameless erstmals im Fernsehen zu sehen. Seine erste wiederkehrende Rolle hatte er 2015 in der Fernsehserie Mi Casa Mi Casa. 2021 bis 2022 erhielt er in der Fernsehserie Call Me Kat eine wiederkehrende Rolle.

## Filmografie (Auswahl)
- 2014: Shameless (Fernsehserie, Folge 4x02 Eine geht noch)
- 2014: Clandestine (Fernsehserie)
- 2015: Rizzoli & Isles (Fernsehserie, Folge 6x11 Licht und Schatten)
- 2015: 2 Broke Girls (Fernsehserie, Folge 5x05 Der Mietbetrug)
- 2015: Mi Casa Mi Casa (Fernsehserie, 3 Folgen)
- 2016: Rosewood (Fernsehserie, Folge 2x09)
- 2016–2018: Couch Potato Chronicles (Fernsehserie, 7 Folgen)
- 2017: Grey’s Anatomy (Fernsehserie, Folge 13x15 Schlagabtausch)
- 2017: Two Sentence Horror Stories (Fernsehserie, Folge 1x02)
- 2017: SEAL Team (Fernsehserie, Folge 1x04)
- 2017: Life After First Failure (Fernsehserie, 3 Folgen)
- 2018: Navy CIS: L.A. (NCIS: Los Angeles, Fernsehserie, Folge 9x17 Werkstatt des Grauens)
- 2018: For the People (Fernsehserie, Folge 1x05)
- 2018: GLOW (Fernsehserie, Folge 2x07 Keine Knochensplitter)
- 2018: 9-1-1 (Fernsehserie, Folge 2x01 Unter Druck)
- 2019: New Amsterdam (Fernsehserie, Folge 1x12)
- 2019: The Filth (Fernsehserie, 2 Folgen)
- 2019: Adam Ruins Everything (Fernsehserie, Folge 3x12)
- 2020: Zooming (Fernsehserie)
- 2021–2022: Call Me Kat (Fernsehserie, 18 Folgen)